# Urbandale
Urbandale è una città degli Stati Uniti d'America, nella Contea di Polk dello Stato dell'Iowa. 
Urbandale è un sobborgo nord-occidentale della capitale Des Moines. La parte più occidentale del suo territorio è nella giurisdizione della contea di Dallas.